# Nardo di Cione
Pour les articles homonymes, voir Nardo et Di Cione.
Nardo (Leonaro) di Cione (Florence ?? - 1366) est un peintre et un architecte florentin du XIVe siècle.

## Biographie
Nardo di Cione est le frère d'Andrea Orcagna, de Jacopo et Matteo di Cione, artistes eux aussi.
Il a été fortement influencé par Giotto.

## Œuvres
- Les fresques Giudizio, Inferno e Paradiso de la chapelle Strozzi de Mantoue dans la basilique Santa Maria Novella de Florence, avec Giovanni del Biondo en 1356.
- Les fresques de L'Histoire de sainte Anne et de Marie pour la chapelle de sainte Anne dans le cloître des morts du couvent de Santa Maria Novella, peintes avec son atelier dont faisait partie Niccolò di Tommaso[1].
- Les fresques de l'église Badia Fiorentina de Florence.
- Crucifixion, musée des Offices, Florence.
- Vierge de l'Annonciation et Ange de l'Annonciation, vers 1350-1355, panneaux tempera et or sur bois, 35 × 23 cm chaque, Newark, collection Alana.